# Edward FitzGerald
Edward FitzGerald (rodným jménem Edward Purcell; 31. března 1809, Bredfield – 14. června 1883, Merton) byl anglický básník. Proslul především knihou The Rubaiyat of Omar Khayyam, v níž přeložil a přebásnil tetrastychy připisované perskému básníkovi 11. století Omaru Chajjámovi. Překlad je velmi volný, selektivní a originální, takže je považován obvykle za svébytné dílo. Měl mimořádný dopad na vývoj britské poezie.

## Život
Narodil se v anglo-irské rodině. V roce 1818 jeho otec, John Purcell, převzal jméno a erb rodiny své ženy, FitzGeraldových. Od té doby i Edward nosil toto příjmení. FitzGeraldové byli jednou z nejbohatších rodin v Anglii, byť je pronásledovaly psychické choroby. Edward později poznamenal, že všichni jeho příbuzní byli šílení a on že je šílený také, ale je si toho alespoň vědom.
Studoval na Trinity College v Cambridgi, kde se seznámil s Williamem Makepeacem Thackerayem a Alfredem Tennysonem (který mu později dedikoval svou sbírku Tiresias). Nepotřeboval žádné zaměstnání, a tak se po studiích přestěhoval do svého rodného Suffolku, kde žil v klidu a nikdy neopustil hrabství déle než na týden nebo dva. Zabýval se zde květinami, hudbou a literaturou.
V roce 1851 vydal svou první knihu, Eufránor, platónský dialog, který se zrodil ze vzpomínek na starý šťastný život v Cambridgi. V roce 1852 následovalo vydání jeho druhé knihy Polonius. Poté se rozhodl vrátit na univerzitu a začal studovat perskou literaturu na Oxfordské univerzitě u profesora Edwarda Bylese Cowella. V březnu 1857 Cowell objevil sadu perských čtyřverší od Omara Chajjáma v knihovně Asijské společnosti v Kalkatě a poslal je FitzGeraldovi. Ten vydal anonymní překlad roku 1859. Zprvu nevzbudil zájem, ale poté, co ho objevil a oslavil Dante Gabriel Rossetti, se kniha stala proslulou. Podobnou službu knize udělal i Algernon Charles Swinburne. Roku 1868 vydal druhé, přepracované a již podepsané vydání, které zajistilo slávu i jemu. Další opravená vydání vyšla v letech 1872, 1879 a 1889 (to již posmrtně). Překlad je jeden z nejslavnějších v anglické kultuře, verše a fráze z něj byly použity jako názvy mnoha literárních děl.
Věnoval se pak dále překladům, mezi nimiž odborníci nejvíce oceňují ten poslední, jenž zanechal jen v rukopise, a to Mantic-Uttair Faríduddína Attára.

## Osobní život
Řada současných akademiků věří, že FitzGerald byl homosexuál. Měl několik přátelských vztahů s muži a sám říkal, že je schopen přátelských citů, které se spíše podobají lásce. 4. listopadu 1856 se oženil s dcerou kvakerského básníka Bernarda Bartona, poté, co u smrtelné postele slíbil Bernardovi, že se o ni bude starat. Manželství ale bylo nešťastné a pár se rozešel po několika měsících.
FitzGerald byl rozčarován křesťanstvím a nakonec přestal navštěvovat kostel. Byl označován za "téměř vegetariána", protože jedl maso pouze při návštěvách, když nechtěl urazit hostitele.